# Botostroj (film)
Botostroj je československý film z roku 1954 režiséra K. M. Walló. Film vznikl jako agitačně-ideologický snímek byl natočený podle stejnojmenného románu T. Svatopluka z roku 1933. Děj filmu vykresluje prostředí průmyslového města v době světové krize v roce 1932. Terčem kritiky měla být obuvnická firma Baťa a její zakladatel Tomáš Baťa.

## O filmu
Příběh filmu sepsal Svatopluk Turek, který se živil jako reklamní malíř u továrníka Tomáše Bati. Kniha byla pomstou, neboť právě Baťa byl v knize pojat hlavní postavou šéfa Botostroje.
Film vznikl na politickou zakázku a měl za úkol odhalit pravou tvář dělníky vykořisťujícího kapitalismu. Na příbězích hlavních postav (Joska, Pazdera, Nikodým, Antonín, Andrés, Marie) měl film odhalovat podstatu bezuzdného kapitalismu. Měl odhalit i pravou tvář postavy šéfa obuvnického impéria, správného a schopného podnikatele, který dovedl vybudovat prosperující podnik. Vykreslil ho jako bezohledného kapitalistu, který se neštítil ani těch nejhorších metod, aby dosáhl co největšího zisku. Film opěvoval hrdiny, kteří se nebáli perzekvování ze strany šéfa a dovedli sjednotit dělníky v boji proti jeho moci.
Film byl natočen na politickou zakázku, o čemž svědčí skutečnost, že tvůrcům se dostalo velmi ochotné pomoci na filmovém scénáři v podobě několikaměsíčního pobytu v Sovětském svazu a spolupráce s tehdy významnými sovětskými filmaři. Sovětskému režimu byl trnem v oku proto, že to byl skutečný a nefalšovaný kapitalista, ale zejména proto, že ve „svém“ Zlíně zavedl pro své zaměstnance sociální systém dávno před tím, než ho vybudovali v Sovětském svazu.[zdroj⁠?!] Aby se ověřilo, jak bude film působivý, byla podle scénáře předtočena filmová zkratka. Z tehdejšího hlediska poplatného době vzniku to byl film umělecký, z dnešního pohledu se jedná o otevřené zkreslení historických událostí a účelové očernění konkrétních historických osobností.

## Obsazení
| Vítězslav Vejražka | šéf Botostroje           |
| Vilém Besser       | Josef Horák, zvaný Joska |
| Eva Kubešová       | Marie Dorňáková          |
| Zdeněk Řehoř       | správce Antonín          |
| Oldřich Vykypěl    | Lojza Andrés             |
| Petr Skála         | šéfův syn Jakub          |
| Ota Sklenčka       | ředitel Botostroje Ort   |
| Marie Vášová       | sociální správcová Elsa  |
| Rudolf Hrušínský   | účetní a boxer Šram      |
| Božena Böhmová     | Lojzka, Andrésova žena   |
| Jarmila Kurandová  | Horáková, Joskova matka  |
| Oldřich Lukeš      | agitátor Nikodým         |
| J. O. Martin       | agitátor Pazdera         |

## Přijetí
Film byl uveden se značnou okázalostí. Premiéru si odbyl 24. září 1954. Byl vychvalován, jeho tvůrci oslavováni a patřičně odměněni. Za tento film obdržel režisér (Ladislav) K. M. Walló v roce 1955 Státní cenu Klementa Gottwalda za režii. Film byl s velkou slávou promítán po celé Československé republice. Zdrženlivá co do pochvalných projevů však byla domácí kritika, neboť lživost děje bila do očí. Ve Zlíně (tehdy už Gottwaldově) projekce skončila fiaskem. Diváci ve městě, které bylo filmovým dějištěm tohoto díla, z nichž mnozí ještě zažili svého šéfa jako zaměstnavatele, po několika minutách začali dávat hlasitě najevo, co si myslí o tak nehorázném pomlouvání Tomáše Bati a překrucování reality. Nevole vyvrcholila demolováním kina, které ukončil až zásah policie. Představení se nedohrálo.